# 花旗集团
花旗集团（英語：Citigroup Inc.，以Citi為商標，：C、東證1部：8710）總部位於美國紐約市，為全球性大型的投資銀行及金融機構之一，於1998年由花旗公司及旅行家集團合併而成，并于同期换牌上市。因此，公司的历史可以追溯到1812年纽约城市银行（后来的花旗银行）的成立；1870年的Bank Handlowy；1873年的Smith Barney，1884年的Banamex；1910年的Salomon Brothers。

## 歷史
花旗集团的歷史由花旗銀行的成立為起點，花旗银行是1955年由纽约花旗银行与纽约第一国民银行合并而成的，合并后改名为纽约第一花旗银行，1962年改为第一花旗银行，1976年3月1日改为现名。
1968年，为了规避美国银行法对银行与证券业务实行严格的分业管理，包括规定商业银行不许购买股票，不允许经营非银行业务，严格限制分支行的开设等，花旗銀行成立一間控股公司，名為花旗公司（Citicorp，前稱第一國家城市股份公司）。其後花旗公司再成立多間子公司，提供银行、證券、投资信托、保险、融资租赁等多种金融服务，但營業額仍然以旗艦銀行花旗銀行佔有率最大。
1998年4月6日，花旗公司與旅行家集團（Travelers Group）雙方的所有屬下合併成為花旗集團，成为美国第一家集商业银行、投资银行、保险、共同基金、證券服務、证券交易等诸多金融服务业务于一身的金融集团。合并后的花旗集团总资产达7000亿美元，净收入为500亿美元，在100个国家有1亿客户，拥有6000万张信用卡的消费客户。
初時的花旗集團商標为旅行家集團的红雨伞和花旗集团的藍色字标，直到2002年，花旗集团分割原旅行者集團的財險業務（Travelers Property Casualty Corp），但仍保留紅傘商標。2004年，聖保羅集團（St. Paul Cos）以179億美元併購Travelers Property Casualty Corp，並更名為美國聖保羅旅行者保險公司（St. Paul Travelers Companies），但一直沒有發揮出品牌應有的影響力。2007年，花旗集團的红雨伞標誌出售予St. Paul Travelers Companies，並改用Citi為商標。
2009年6月1日，花旗集團被剔出道瓊工業平均指數成份股。
2022年1月14日，马来西亚分行的大华银行成功收购马来西亚的花旗集团。并在于2022年9月14日获得马来西亚国家银行的批准，将向高庭申请资产转移令，再将花旗的消费银行资产和负债转移予马来西亚大华银行。
2024年7月29日，花旗集團全面擴大全球企業金融，全國設立辦事處，並協助企業金融業務。

## 管理營運

### 花旗集團董事會
- C. Michael Armstrong

休斯（Hughes）、美國電話電報（AT&T）及Comcast公司，退任董事長
- Alain J.P. Belda

美國鋁業股份有限公司，董事長與首席執行長
- George David

聯合技術公司（United Technologies Corporation1），董事長與首席執行長
- Kenneth T. Derr

雪佛龍股份有限公司，退任董事長
- John M. Deutch

麻省理工學院，教授
- Roberto Hernández Ramírez

墨西哥國家銀行（Banco Nacional de Mexico），董事長
- Ann Dibble Jordan

顧問
- Dudley C. Mecum

Capricorn控股有限責任公司（Capricorn Holdings LLC），常務董事
- 安妮·麥卡伊

施樂（Xerox）公司，董事長與首席執行長
- 理查德·帕森斯

時代華納，董事長與首席執行長
- Charles Prince

花旗集團，首席執行長
- 茱蒂絲·羅丹

洛克菲勒基金會，總裁
- 罗伯特·鲁宾

花旗集團，行政委員會主席與辦公室成員
- 富蘭克林·A·湯瑪斯

TFF Study Group，顧問
- 桑福德·I·魏爾

花旗集團，董事長
- Mary mcniff

花旗集團，總裁與首席營運長（Chief Operating Officer）
- 傑拉德·福特

榮譽董事。美國卸任總統。

### 主要競爭對手
- 美國銀行（Bank of America）
- 摩根大通（J.P. Morgan Chase）
- 滙豐集團（HSBC）
- 德意志銀行（Deutsche Bank）
- 摩根士丹利（Morgan Stanley）
- 富国银行（Wells Fargo）

## 資產
- 花旗公司（Citicorp）傳統銀行業務的控股公司
- 花旗銀行－提供商業銀行服務
- Banamex－墨西哥最大的銀行
- OneMain Financial－消費信貸業務
- Banco de Chile10.44%－智利第二大银行
- Banco Cuscatlan－薩爾瓦多最大的銀行
- 花旗控股（Citi Holdings）
- Banco Uno－中美洲最大的信用卡機構
- 花旗貸款CitiMortgage
- 花旗保險－提供保險服務
- 花园银行
- 花旗財務CitiFinancial
- Primerica
- 花旗美邦摩根士丹利美邦3５％
- 融通基金40%
- CitiCard
- Credicard Citi－巴西信用卡業務
- Egg Banking plc－英國投資銀行
- CitiStreet

## 爭議
2022年1月28日，花旗環球金融遭香港證監會譴責並處以罰款3.48億港元，原因是花旗在2008年至2018年期間，一直容許其現貨股票業務部多個交易櫃枱向機構客戶發布被錯誤標籤的申購意向，並在執行利便交易時向該等客戶作出失實陳述。證監會指出由於花旗遠遜於持牌中介人理應達到的標準，故有必要對其施加制裁。

## 實習計劃
此計劃和香港社會服務聯會合辦，專為香港就讀大學的工商管理學生，在非牟利機構透過實習發揮所長，並加強學生對企業社會責任的意識，培育成為更關心社會的商業人才。